# Pârâu Negru
Pârâu Negru – wieś w Rumunii, w okręgu Botoszany, w gminie Mihăileni. W 2011 roku liczyła 652 mieszkańców.